# Vierherrenborn
Vierherrenborn ist eine Ortsgemeinde im Landkreis Trier-Saarburg in Rheinland-Pfalz. Sie gehört der Verbandsgemeinde Saarburg-Kell an. Es ist eine der jüngsten Gemeinden in Rheinland-Pfalz, sie wurde 1954 gebildet.

## Geographie

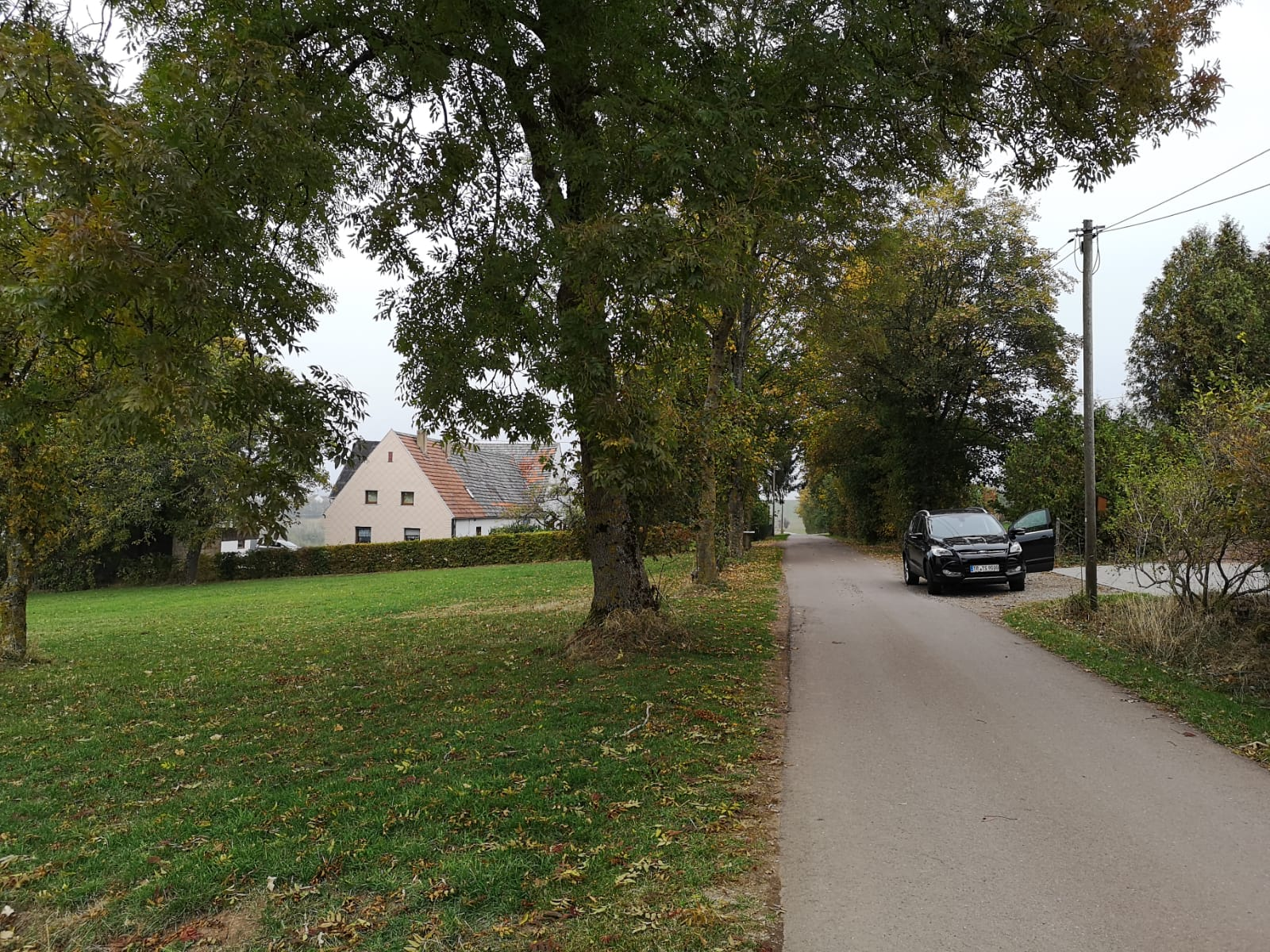
Gehöft in der Neunhäuser Straße

Vierherrenborn liegt auf dem westlichen, bis auf eine Höhe von 500 m ü. NHN ansteigenden Teil des Hunsrücks, dem sogenannten Osburger Hochwald. Die Gemeinde ist Teil des Naturparks Saar-Hunsrück.
Vierherrenborn ist eine Streusiedlung ohne einen ausgeprägten Ortskern und setzt sich aus Flächen, die ursprünglich zu Hentern, Irsch, Wiltingen und Zerf gehörten, zusammen.

## Geschichte
Durch das von der in Bonn ansässigen Siedlungsgesellschaft „Rheinisches Heim“ in mehreren Siedlungsphasen durchgeführte Siedlungsprojekt auf den Gemarkungen der Dörfer Hentern, Irsch, Wiltingen und Zerf entstanden insgesamt 42 neue Bauernstellen in einer mittleren Größe von 17 ha. Die durch Kauf und sogenannte freiwillige Enteignung erworbenen rund 855 ha Öd- und Heckenlandschaften – mit einer volkswirtschaftlich nicht mehr vertretbaren Bodennutzung des Lohschälens und der Reiserbrennholzgewinnung – mussten in mühsamer Arbeit gerodet, kultiviert und für die Acker- und Grünlandwirtschaft aufgearbeitet werden. Insgesamt gab es, auch kriegsbedingt, mehrere Besiedlungsphasen. Die ersten Besiedlungen erfolgten 1937; nach 1945 wurden hier auch Heimatvertriebene angesiedelt.
Vierherrenborn ist eine der jüngsten Gemeinden des Landes Rheinland-Pfalz. Sie ist im Jahre 1954 als Abschluss der etwa 20-jährigen Rodungs-, Meliorations- und Bautätigkeit durch ein am 6. Mai 1954 verabschiedete Landesgesetz – welches am 1. Oktober 1954 in Kraft trat – zu einer selbständigen politischen Gemeinde erhoben worden. Vierherrenborn ist sehr stark landwirtschaftlich geprägt. Die Höfe liegen jeweils umgeben von ihrer Ackerfläche und somit sehr weit verstreut. Vierherrenborn gehörte bis zur territorialen Verwaltungsreform zum Amt Saarburg-Ost im Landkreis Saarburg, seit 1970 zur neugebildeten Verbandsgemeinde Kell (später Kell am See) im neuen Landkreis Trier-Saarburg.
Name
Der Name Vierherrenborn geht auf einen Brunnen in der Gemarkung zurück, an dem sich nach dem „Wiltinger Scheffenweistum“ im Jahr 1618 vier Vögte trafen, da hier die Grenzpunkte ihrer Einflussgebiete zusammenstießen.
Statistik zur Einwohnerentwicklung
Die Entwicklung der Einwohnerzahl von Vierherrenborn, die Werte von 1939 bis 1987 beruhen auf Volkszählungen:
| Jahr | Einwohner |
| ---- | --------- |
| 1939 | 125       |
| 1950 | 127       |
| 1961 | 210       |
| 1970 | 235       |
| 1987 | 206       |
| 1992 | 220       |

| Jahr | Einwohner |
| ---- | --------- |
| 1997 | 191       |
| 2002 | 187       |
| 2007 | 194       |
| 2005 | 203       |
| 2011 | 196       |
| 2017 | 197       |

## Politik

### Gemeinderat
Der Ortsgemeinderat in Vierherrenborn besteht aus sechs Ratsmitgliedern, die bei der Kommunalwahl am 9. Juni 2024 in einer Mehrheitswahl gewählt wurden, und dem ehrenamtlichen Ortsbürgermeister als Vorsitzendem.

### Bürgermeister
Frank Tapprich wurde am 19. September 2024 Ortsbürgermeister von Vierherrenborn, nachdem er als bisheriger Erster Beigeordneter bereits seit April 2023 die Amtsgeschäfte geführt hatte, weil der bisherige Ortsbürgermeister sein Ehrenamt niedergelegt hatte. Da für die Direktwahl am 9. Juni 2024 kein Wahlvorschlag eingereicht wurde, oblag die Neuwahl des Bürgermeisters gemäß rheinland-pfälzischer Gemeindeordnung dem Rat, der sich auf seiner konstituierenden Sitzung für Frank Tapprich entschied.
Tapprichs Vorgänger Peter von Wenzlawowicz war bei der konstituierenden Ratssitzung des vorangegangenen Wahlperiode am 16. Juli 2019 zum Ortsbürgermeister gewählt worden, da auch für die Direktwahl am 26. Mai 2019 kein Wahlvorschlag eingereicht worden war. Eigentlich für fünf Jahre gewählt, legte Wenzlawowicz Ende März 2023 sein Ehrenamt vorzeitig nieder. Da für eine am 2. Juli 2023 angesetzte Direktwahl erneut kein Wahlvorschlag eingereicht wurde, oblag die Neuwahl gemäß Gemeindeordnung wieder dem Rat der Ortsgemeinde, der in der verbliebenen Wahlperiode bis Mitte 2024 keinen Kandidaten fand.
Frühere Bürgermeister:
- 1954–1957 Hermann Gayer
- 1957–1978 Josef Schwalb
- 1978–1999 Matthias Pütz
- 1999–2014 Franz Mersch
- 2014–2019 Josef Maier
- 2019–2023 Peter von Wenzlawowicz sen.

### Wappen
| Wappen von Vierherrenborn | Blasonierung: „In Blau ein schwebender silberner Brunnen mit rundem Becken, runder Säule, rechteckiger Deckplatte und Kugel; im Schildfuß in einem gevierten Schild vier Wappen; Oben rechts eine rote Wolfsangel in Gold, oben links ein silbern gekrönter Löwe in Schwarz, unten rechts in Rot eine silberne Bischofsmütze auf silbernem Palmenzweig, unten links in Silber ein rotes Kreuz.“                                                                                    |
| Wappen von Vierherrenborn | Wappenbegründung: Der Brunnen weist als sprechendes Wappen auf den Namen der Gemeinde hin. Im Schildfuß sind die Wappen der vier ehemaligen Grundherren der heutigen Gemeinde Vierherrenborn angebracht. Die rote Wolfsangel in Gold steht für die Vögte von Sötern; der silbern gekrönte Löwe in Schwarz für die Herren von Warsberg; die silberne Bischofsmütze auf silbernem Palmenzweig in Rot für das Stift St. Paulin; das rote Kreuz in Silber für das Kurfürstentum Trier. |

## Kultur und Sehenswürdigkeiten
In der Denkmalliste des Landes Rheinland-Pfalz (Stand: 2024) ist eine historische Brunnenanlage als Kulturdenkmal ausgewiesen.

## Wirtschaft und Infrastruktur

### Wirtschaft
Die Gemeinde ist landwirtschaftlich geprägt. Mit Stand 2007 gab es zwanzig landwirtschaftliche Betriebe mit durchschnittlich 64 Hektar Nutzfläche. Insgesamt werden 1.279 Hektar genutzt, der Anteil an Ackerland beträgt etwa 26 Prozent und an Dauergrünland 74 Prozent. Im Jahr 1975 gab es noch 37 Betriebe mit durchschnittlich 22 Hektar; 1975 wurden insgesamt 804 Hektar landwirtschaftlich genutzt.

### Verkehr
Vierherrenborn liegt an der Kreisstraße 149, die eine Verbindung zur im Süden vorbeiführenden Hunsrückhöhenstraße (Bundesstraße 407) und zur im Osten vorbeiführenden Bundesstraße 268 herstellt.